# 1957 en science
| Années de la science : 1954 - 1955 - 1956 - 1957 - 1958 - 1959 - 1960    |
| Décennies de la science : 1920 - 1930 - 1940 - 1950 - 1960 - 1970 - 1980 |

Cet article présente les faits marquants de l'année 1957 en science.

## Évènements
- Février : le biochimiste danois Jens Christian Skou publie sa découverte de la pompe sodium-potassium[1].
- 1er mars : le biochimiste américain John C. Sheehan (en) annonce la synthèse de la pénicilline au Massachusetts Institute of Technology dans un article publié au Journal of the American Chemical Society[2].
- Avril : lancement du premier compilateur FORTRAN d'IBM[3].
- 1er juillet : début de l'Année géophysique internationale avec comme sujet principal l'Antarctique[4]. Le nombre de bases passe de 28 à 40 (fin le 31 décembre 1958).
- 7-10 juillet : première conférence internationale du mouvement Pugwash sur le thème « La science et les affaires mondiales », réunie par Józef Rotblat et Bertrand Russell à Pugwash au Canada[5].

- Le zoologue américain Howard T. Odum produit le premier bilan complet de biomasse d'un écosystème sur l'étude de cas de Silver Springs en Floride[6].

### Sciences physiques
- 15 mai : début de l'opération Grapple (fin le 23 septembre 1958). Explosion dans l’île Christmas et l’île Malden (Pacifique), de neufs bombes britannique, dont sept bombes thermonucléaires[7].

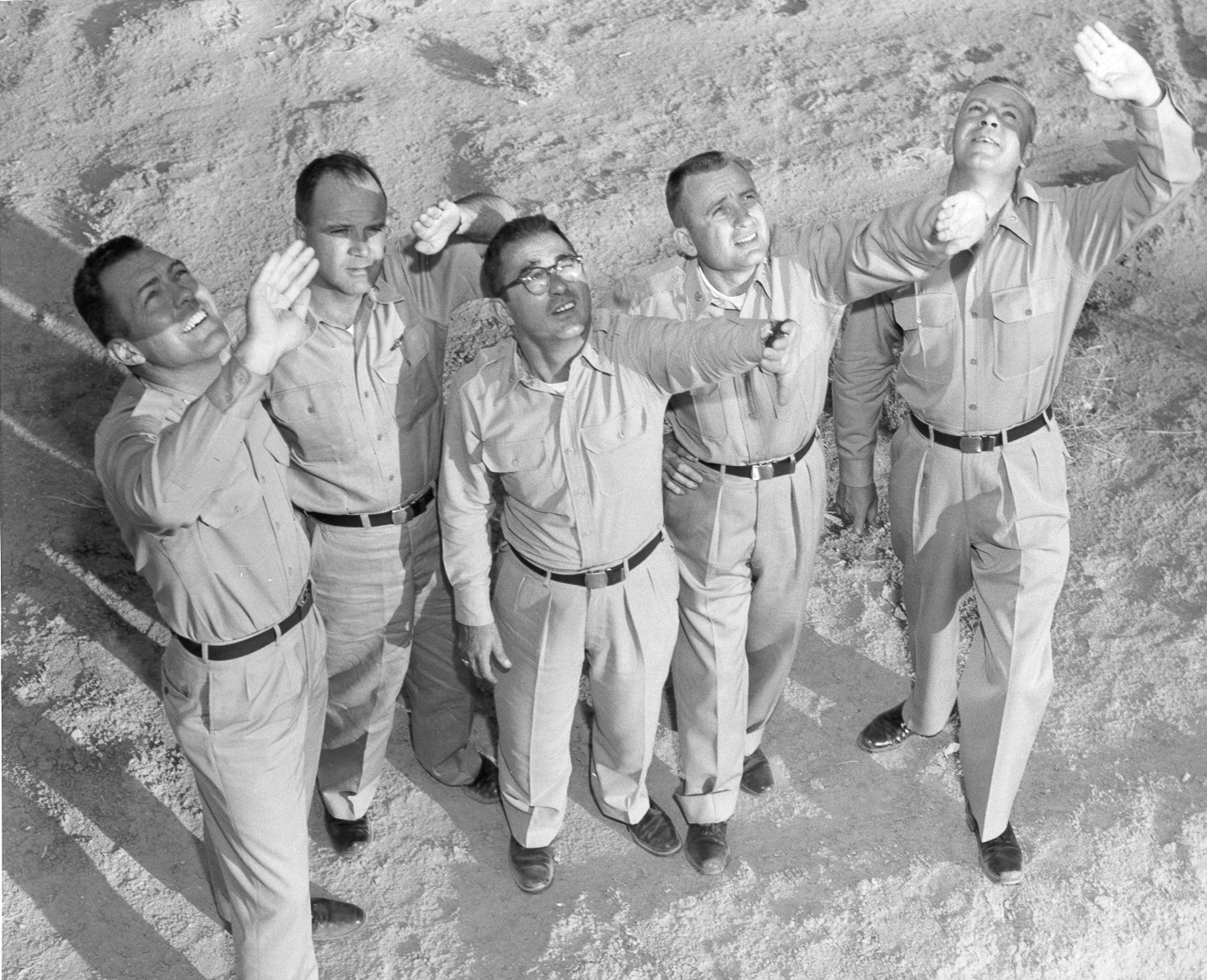
Les officiers de l'US Air Force utilisés comme cobaye le 19 juillet pour prouver que l’utilisation d’armes nucléaires tactiques n'a pas d'effet nocif sur la population civile.

- 28 mai-7 octobre : opération Plumbbob, série de 29 essais nucléaires américains dans le désert du Nevada, à 100 km de Las Vegas ; le 19 juillet est expérimenté un missile AIR-2 Genie à tête nucléaire qui explose à 6 000 km de six cobayes humains[8]. Le 19 septembre à lieu la première explosion nucléaire souterraine[9].
- 2 décembre : mis en service en Pennsylvanie du réacteur nucléaire de Shippingport, le premier réacteur à eau pressurisée[10].
- 5 décembre : lancement à Leningrad du Lénine, premier brise-glace à propulsion nucléaire[11].

- Rudolf Ludwig Mössbauer découvre l'effet qui porte son nom[12]. L'effet Mössbauer permet l'émission ou l'absorption sans recul d'un photon par le noyau d'un atome lié dans un solide.
- Première synthèse numérique du son mise au point par Max Mathews pour l'IBM 704[13].

#### Astronautique
- 26 août : l’Union Soviétique annonce le premier lancement réussi d’une fusée intercontinentale[14].

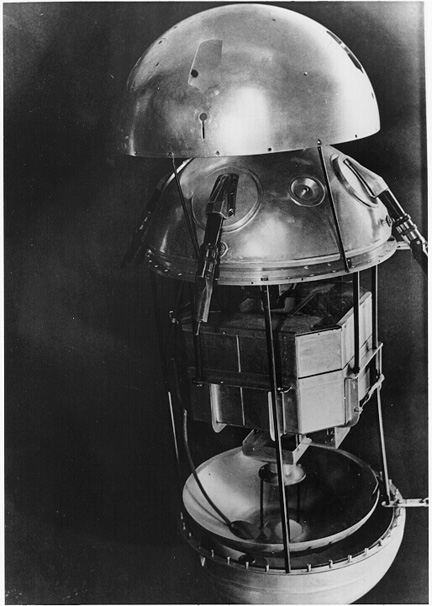
Spoutnik 1

- 4 octobre : l'Union soviétique envoie le premier satellite artificiel dans l'espace, le Spoutnik 1 (83,6 kg), qui transmet des signaux radio (bip-bip)[15].

- 3 novembre : la chienne Laïka, à bord de Spoutnik 2 est le premier être vivant mis en orbite autour de la Terre[15].
- 7 novembre : le gouvernement américain lance un appel d’offres aux entreprises aéronautiques pour la construction d’un vaisseau spatial capable d’atteindre la Lune[16].
- 6 décembre : le satellite américain Vanguard TV-3 explose au cours de son lancement au cap Canaveral[17].
- 17 décembre : lancement réussi de la première fusée intercontinentale américaine Atlas[18].

## Publications
- Wilhelm Gliese : Catalogue of nearby stars.
- Thomas Samuel Kuhn : La Révolution copernicienne, Traduction par Avram Hayli (Paris, Livre de Poche, 1992), 1957.  (ISBN 978-2-253-05933-2)
- Peter Safar : ABC of Resuscitation, qui établit les bases de la ventilation artificielle.

## Prix
- 10 décembre : Prix Nobel

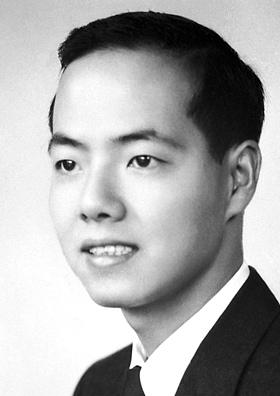
Tsung-Dao Lee

  - Physique : Chen Ning Yang (楊振寧), Tsung-Dao Lee (李政道) pour leur découverte du principe de « violation de la parité ».
  - Chimie : Lord Alexander R. Todd (britannique) (nucléotides)
  - Physiologie ou médecine : Daniel Bovet (Suisse, puis Italien en 1947) (antihistaminique de synthèse).

- Prix Lasker
  - Prix Albert-Lasker pour la recherche médicale fondamentale : Isaac Starr (en)
  - Prix Albert-Lasker pour la recherche médicale clinique : Rustom Jal Vakil (en), Nathan S. Kline, Robert H. Noce (de), Henri Laborit, Pierre Deniker, Heinz Lehmann, Richard Shope

- Médailles de la Royal Society
  - Médaille Buchanan : Neil Hamilton Fairley
  - Médaille Copley : Howard Florey
  - Médaille Davy : Kathleen Lonsdale
  - Médaille Hughes : Joseph Proudman
  - Médaille royale : Frederick Gugenheim Gregory, William Vallance Douglas Hodge

- Médailles de la Geological Society of London
  - Médaille Lyell : Stephen Henry Straw
  - Médaille Murchison : Henry George Dines
  - Médaille Wollaston : Paul Fourmarier

- Prix Jules-Janssen (astronomie) : Daniel Chalonge
- Médaille Bruce (Astronomie) : Ira Sprague Bowen
- Médaille Linnéenne : Erik Stensiö
- Médaille d'or du CNRS : Gaston Dupouy

## Naissances

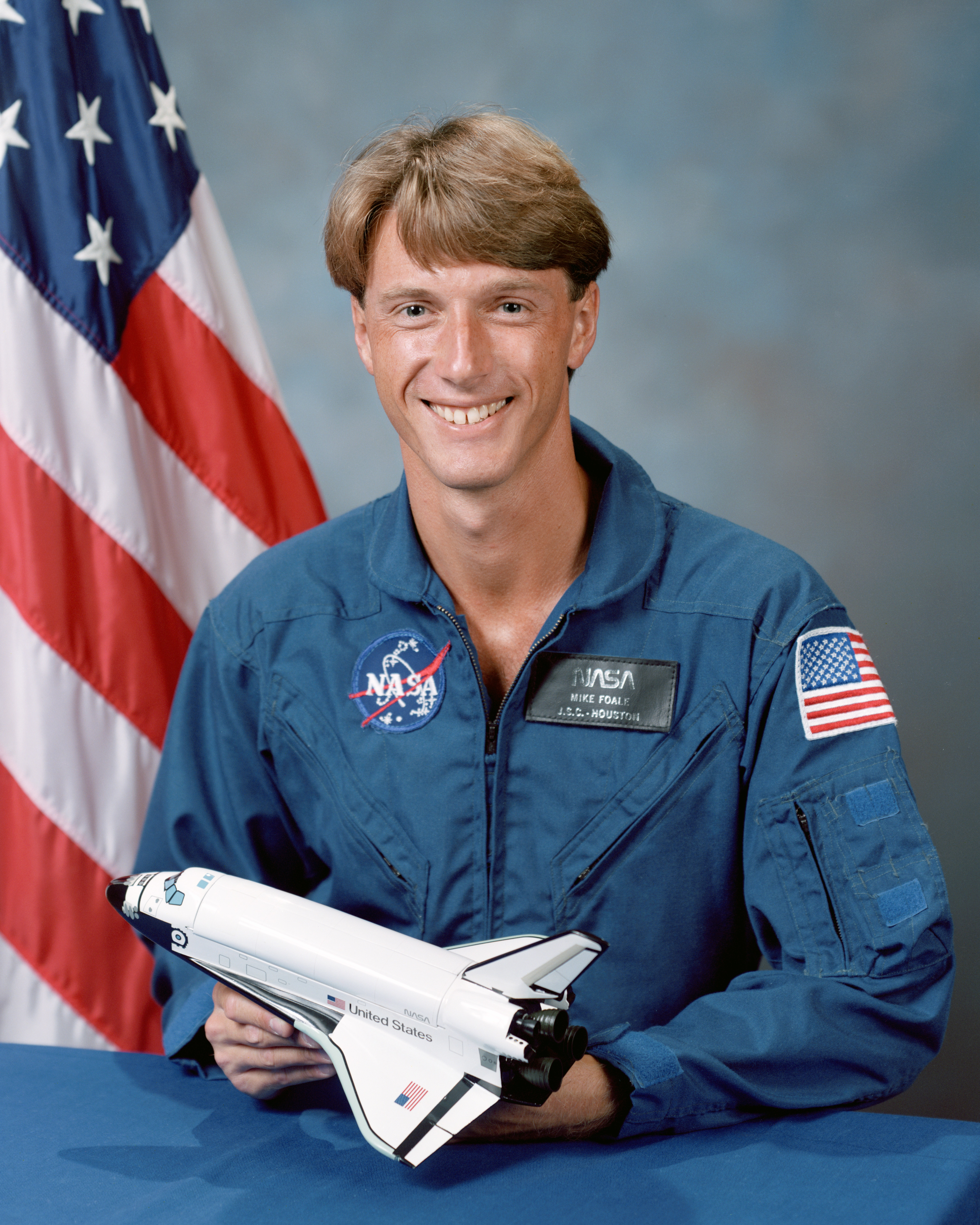
Michael Foale

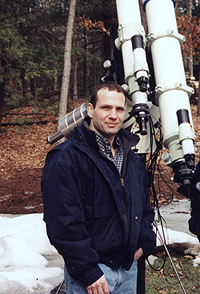
Robert Gendler

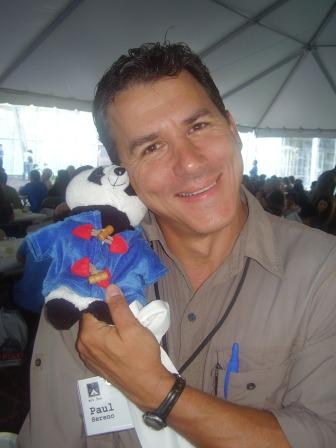
Paul Sereno

- 6 janvier : Michael Foale, astronaute anglais.
- 16 janvier : Peter Ludlow, philosophe et logicien américain.
- 22 janvier : Andrzej Udalski, astronome polonais.

- 3 février : Eric Lander, mathématicien, biotechnologiste, économiste, épidémiologiste et biologiste américain.
- 4 février : Oded Goldreich, cryptologue et professeur israélien.
- 19 février : Frédéric Servajean, égyptologue français.
- 22 février : William Jolitz, informaticien américain.

- 10 mars : Thanu Padmanabhan (mort en 2021), astrophysicien indien.
- 11 mars : Pavel Pavel, archéologue et ingénieur tchèque.
- 15 mars : Florence Babonneau, chimiste française.
- 18 mars : Christer Fuglesang, spationaute suédois.
- 24 mars : Scott J. Horowitz (mort en 1978), astronaute américain.
- 29 mars : Michael Foreman, astronaute américain.
- 30 mars : Elena Kondakova, cosmonaute soviétique.
- 31 mars : Patrick Forrester, astronaute américain.

- 6 avril : Paolo Nespoli, spationaute italien.
- 28 avril : Léopold Eyharts, spationaute français.
- 30 avril : Duane G. Carey, astronaute américain.

- 2 mai : Dominic L. Gorie, astronaute américain.
- 11 mai : Peter Hirschfeld, physicien américain.
- 13 mai : Claudie Haigneré, scientifique, spationaute et femme politique française, présidente de la Cité des sciences et de l'industrie à Paris.
- 14 mai : William G. Gregory, astronaute américain.
- 23 mai ; Francis Rocard, astrophysicien français.
- 30 mai : Marc Gabolde, égyptologue français.
- 6 juin : Enrico Giovannini, personnalité politique, économiste et statisticien italien.
- 27 juin : Geir Ivarsøy (mort en 2006), informaticien norvégien.
- Juin : Sophie Wilson, née Roger Wilson, informaticienne britannique

- 3 juillet : Daniel G. Nocera, chimiste américain.
- 8 juillet : Bruce Eckel, informaticien américain.
- 12 juillet : Rick Husband (mort en 2003), astronaute et militaire américain.
- 18 juillet : Kaisha Atakhanova, biologiste kazakh.
- 19 juillet : Nikolaï Ovtcharov, archéologue et historien bulgare.
- 25 juillet : Daniel W. Bursch, astronaute américain.

- 19 septembre :
  - Yoshio Kushida, astronome japonais.
  - Richard M. Linnehan, astronaute américain.
- 30 septembre : Robert Gendler, astronome amateur et astrophotographe américain.
- 4 octobre : Greg Linteris, astronaute américain.
- 5 octobre : Jakob Nielsen, expert danois dans le domaine de l'ergonomie informatique et de l'utilisabilité des sites web.
- 9 octobre : Iouri Oussatchev, cosmonaute soviétique.
- 11 octobre : Paul Sereno, paléontologue américain.
- 21 octobre : Wolfgang Ketterle, physicien allemand, prix Nobel de physique en 2001.
- 22 octobre : Christian Ghasarian, anthropologue français.
- 26 octobre : Roberto Beneduce, médecin, psychiatre et anthropologue italien.
- 30 octobre : Aleksandr Lazoutkine, cosmonaute soviétique.
- 13 novembre : Fernando Q. Gouvêa, mathématicien et historien des mathématiques brésilien.
- 22 novembre : Alan Stern, planétologue et astronome américain.

- 4 décembre : Eric Raymond, hacker américain.
- 19 décembre :
  - Michael E. Fossum, astronaute américain.
  - Satoru Ōtomo, astronome japonais.

- Murray Campbell, ingénieur américain.
- John A. Long, paléontologue australien.
- Carl Sassenrath, informaticien américain.
- Frank B. Zoltowski, astronome australien.
- Zakia Zouanat, anthropologue marocaine.

## Décès

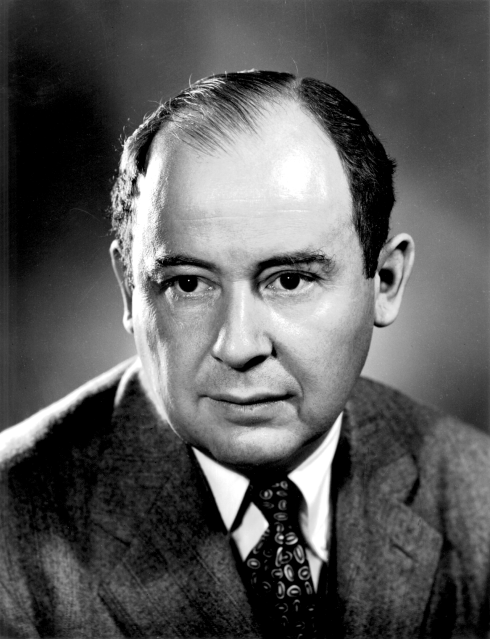
Johannes von Neumann

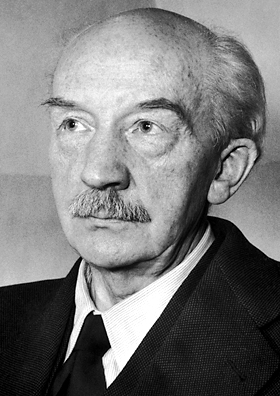
Walther Bothe

- 13 janvier : Felix Bryk (né en 1882), anthropologue, entomologiste et écrivain suédois.
- 21 janvier : Arthur Lyon Bowley (né en 1869), statisticien et économiste britannique.
- 8 février :
  - Johannes von Neumann (né en 1903), mathématicien américain d'origine hongroise, auteur des Fondements mathématiques de la mécanique quantique.
  - Walther Bothe (né en 1891), physicien allemand, prix Nobel de physique en 1954.
- 13 février : Oszkár Jászi, sociologue hongrois en exil aux États-Unis.
- 18 février : Henry Norris Russell (né en 1877), astronome.

- 11 mars : Richard Byrd (né en 1888), explorateur, le premier à survoler le pôle Nord en 1926.

- 6 avril : Johan Heinrich Schäfer (né en 1868), égyptologue allemand.
- 7 mai : Wilhelm Filchner (né en 1877), explorateur allemand.
- 11 mai : Théophile de Donder (né en 1872), physicien, mathématicien et chimiste belge.

- 21 juin : Johannes Stark (né en 1874), physicien allemand, prix Nobel de physique en 1919.

- 28 juillet : Edith Abbott (née en 1876), statisticienne et économiste américaine.

- 5 août : Heinrich Otto Wieland (né en 1877), chimiste allemand.
- 13 août : Carl Störmer (né en 1874), mathématicien et physicien norvégien.
- 16 août : Irving Langmuir (né en 1881), chimiste et physicien, prix Nobel de chimie en 1932.
- 20 août : Edward Evans (né en 1880), vice-amiral de la Royal Navy et explorateur de l'Antarctique.
- 21 août : Harald Ulrik Sverdrup (né en 1888), météorologiste et océanographe.
- 23 août : Eugène Schueller (né en 1881), chimiste et chef d'entreprise français, fondateur du groupe L'Oréal.
- 26 août : Joseph Burr Tyrrell (né en 1858), géologue, explorateur, cartographe, consultant minier et historien canadien.

- 14 septembre : Kathleen Mary Drew-Baker (née en 1901), phycologue anglaise.
- 19 septembre : Vere Gordon Childe (né en 1892), archéologue australien.
- 21 septembre : Robert Harry Lowie (né en 1883), ethnologue américain.

- 4 octobre : Charles Dugas (né en 1885), archéologue français.
- 9 octobre : Morris Selig Kharasch (né en 1895), chimiste américain.
- 26 octobre : Gerty Theresa Cori (né en 1896), biochimiste américaine.

- 1er novembre : Gustave Lefebvre (né en 1879), égyptologue et helléniste français.